# 露西·安·约翰逊
露西·安·约翰逊（英語：Lucy Ann Johnson，1935年10月14日—），是一名美籍加拿大女性，在1965年5月被报失踪，称她从1961年9月以来一直没有露面。2013年7月，在加拿大皇家骑警重新开始调查后，发现她还活着。

## 失踪
露西·安·约翰逊是美国阿拉斯加人，在她失踪之前，她和丈夫马文以及他们的孩子琳达和丹尼尔住在不列颠哥伦比亚省萨里。1961年9月，一位邻居在萨里市145a街10300街区看到她。马文在在1965年5月14日报告她已经失踪，并承认实际已经失踪好几年。警方认为她的失踪与谋杀有关，她的丈夫也被怀疑。马文和邻居被审问，家里的院子也被挖掘，但没有发现任何证据。在线索变得模糊后，警方没有对马文提出指控。马文后来再婚，在20世纪90年代因自然原因去世。在露西失踪后的几年里，调查人员对不明身份的遗骸进行DNA测试，但没有匹配成功。

## 发现
2013年6月，在露西失踪近52年后，萨里的加拿大皇家骑警强调她的失踪是“本月失踪”系列的一个悬案。约翰逊的女儿琳达·埃文斯决定自己进行调查，并且找到旧文件表明约翰逊搬到不列颠哥伦比亚省并定居之前曾住在育空卡克罗斯社区。7月，埃文斯在育空新闻上请求帮助：“我正在寻找我的亲戚，我祖父母的名字是玛格丽特（和）安德鲁·卡维尔。我妈妈的名字是露西·安·卡维尔。她于1935年10月14日出生于斯卡格威。”后埃文斯收到育空怀特霍斯一个名叫朗达的女人的回复，她声称约翰逊是她的母亲。当时露西77岁，在育空还健在。露西离开马文后再婚，又生了四个孩子。露西说，她失踪是因为马文有虐待倾向，她试图带着她的孩子一起离开，但他不允许。
约翰逊被发现的几个月后，埃文斯飞到怀特霍斯与母亲团聚，并会见了朗达和另外三个同父异母的兄弟姐妹。